# Antanambao (Antsirabe II)
Antanambao – gmina na Madagaskarze, w regionie Vakinankaratra, w dystrykcie Antsirabe II. W 2001 roku zamieszkana była przez 21 153 osób. Siedzibę administracyjną stanowi miejscowość Antanambao.